# فاکلند
فاکلند (انگلیسی: Fuckland) یک فیلم کمدی-درام آرژانتینی به تهیه‌کنندگی دیه‌گو دابکوفسکی است که در سال ۲۰۰۰ منتشر شد.
این فیلم با سیستم ویدئوی دیجیتال تصویربرداری شده و نخستین فیلم در آمریکای لاتین است که به‌دنباله‌روی از جنبش دگما ۹۵ ساخته شد. این فیلم در بندر استنلی در جزایر فالکلند ساخته شد.